# Orchidopexie
Orchidopexie (von gr. Orchis „Hoden“ und Pexie „Anheften“, „Annähen“) ist in der Chirurgie die operative Fixierung des Hodens im Hodensack (Skrotum).
Bei einer Orchidopexie, die vorzugsweise unter Vollnarkose durchgeführt wird, legt der Chirurg den Hoden frei, um ihn dann an den ihn umhüllenden Hautschichten an den Hodensack festzunähen. Der Eingriff dauert normalerweise 20 Minuten und der Patient kann gegebenenfalls noch am selben oder am nächsten Tag wieder nach Hause gehen.
Aus zwei Gründen kann eine Orchidopexie nötig sein:
- Maldescensus testis: Es handelt sich hierbei um ein fehlendes Heruntergleiten des Hodens in den Hodensack während der Entwicklung des Fötus/Säuglings. Die Operation erfolgt in zwei Schritten: Zunächst erfolgt eine Orchidolyse, also eine Mobilisierung des Hodens zur Absenkung des Hodens in das Skrotum. Anschließend wird der Hoden mittels Orchidopexie im Hodensack fixiert, um ein erneutes Hochwandern des Hodens zu verhindern.
- Hodentorsion: Es kann vorkommen, dass sich der Hoden im Hodensack dreht und dabei die zuführenden und abführenden Blutgefäße abgeklemmt werden. Nach einer solchen Episode wird ebenfalls eine Orchidopexie (beidseits) durchgeführt, um ein abermaliges Drehen zu verhindern. Bei Männern, deren Hoden sich oft auch nur teilweise verdreht, kann eine Orchidopexie durchgeführt werden, um der vollständigen Torsion vorzubeugen.